# Stóra Dímun
Stóra Dímun (far. wym. [stɔuɹa dʊimʊn], duń. Store Dimon) – wyspa pochodzenia wulkanicznego. Wchodzi w skład archipelagu Wysp Owczych, będącego terytorium zależnym Danii. Zamieszkuje ją 8 osób, a jej powierzchnia wynosi 2,6 km². Stóra z języka farerskiego oznacza Duża, natomiast Dímun zawierać może w sobie celtycki przedrostek di oznaczający dwa. Nazwę wyspy można zatem tłumaczyć, jako Większa z Dwóch w kontraście do Lítla Dímun (Mniejsza z Dwóch).

## Geografia
Pomimo niewielkiego rozmiaru wyspa jest zróżnicowana pod względem rzeźby terenu. Jej północna część jest wypiętrzona, znajduje się tam jej najwyższy punkt – szczyt Høgoyggj (396 m n.p.m.). Prócz niego na wyspie znajdują się jeszcze dwa inne wzniesienia – Á Kletti (308 m n.p.m.) oraz Húgvan (288 m n.p.m.). Południowo-wschodnia część wyspy jest również wyniesiona wysoko, ponad 300 m n.p.m., południowo-zachodnia zaś jest znacząco obniżona. Znajduje się tam płaska dolina, położona na około 100 m n.p.m., gdzie mógł osiedlić się człowiek.

### Położenie
Wyspa Stóra Dímun leży na południe od wysp Skúvoy oraz większej Sandoy. Jest od nich oddzielona wodami fiordu-cieśniny Dímunarfjørður. Na południu znajdują się zaś bliższa Lítla Dímun oraz Suðuroy. By dotrzeć do ostatniej z nich należy pokonać wody Suðuroyarfjørður. Na wschód i na zachód od omawianej wyspy rozpościerają się wody Oceanu Atlantyckiego.

## Historia
Wyspa Stóra Dímun jest jednym z pierwszych miejsc osiedlania się ludzi na Wyspach Owczych. Została skolonizowana przed rokiem 1200. Wspomina o niej islandzka Saga o Wyspach Owczych (Færeyinga Saga). Swoje gospodarstwo mieli tam mieć bracia Beinir i Brestir. Drugi z nich był ojcem Sigmundura Brestissona, który w roku 999 schrystianizował Wyspy Owcze. Obaj bracia pochodzili ze Skúvoy. Zostali później zabici, a zarząd nad wyspą przypadł Havgrímurowi z Suðuroy. Havgrímura zastąpił później jego syn, Øssur Havgrímsson, zabity w akcie zemsty przez wspomnianego Sigmundura Brestissona.
W 1807 r. na wyspę przybyło 2 braci - Janus Olesen i Sørin Olesen. Mieli w planach zakup wyspy, jednak ostatecznie akt nabycia podpisał jedynie Janus Olesen.
Na wyspie jedyną osadą jest Dímun, zamieszkany przez potomków Janusa Olesena. Kiedyś mieszkało tu znacznie więcej osób, jeszcze w XIII wieku, wiadomo, że było to kilkanaście rodzin, jednak dziś pozostała już tylko jedna. Do 1920 roku dobrze zachowane były ruiny starego kościoła, jednak dziś pozostał po nim jedynie fundament.